# Taedia heidemanni
Taedia heidemanni är en insektsart som först beskrevs av Reuter 1909.  Taedia heidemanni ingår i släktet Taedia och familjen ängsskinnbaggar. Inga underarter finns listade i Catalogue of Life.